# Sierra Leone
Sierra Leone er et land i Vestafrika og ligger ud til Atlanterhavet. Sierra Leone grænser til Liberia og Guinea. Hovedstaden hedder Freetown.

## Historie
Uddybende artikel: Sierra Leones historie.
Den skrevne historie om Sierra Leone begynder i 1462, da den portugisiske opdagelsesrejsende Pedro de Cintra navngav landet "Løvebjergene". Europæerne brugte landet som en ressource for slaver, men i 1787 blev Freetown grundlagt som en by for tidligere slaver, der boede i London.
I 1808 blev Sierra Leone en britisk kronkoloni. Landet blev selvstændigt den 27. april 1961. Sir Milton Margai (1895-1964) var landets første premierminister.
Sierra Leone blev en etpartistat i de tidlige 1970'ere. Landet led under en borgerkrig, som begyndte i 1991 med at Revolutionary United Front (RUF) angreb regeringssoldater og civile. Dette resulterede i titusindvis af døde og mere end to millioner fordrevne (mere end en tredjedel af befolkningen). Mange flygtede til nabolandene.
Lomé fredsaftalen, som blev underskrevet 7. juli 1999 i Lomé, Togo, gav håb om at krigen ville stoppe. I slutningen af 1999 var der op mod 6.000 fredsbevarende soldater fra UNAMSIL udstationeret. I maj 2000 blev situationen kraftigt forværret og britiske tropper blev sendt ud i Operation Palliser for at evakuere udlændinge og genoprette roen. De stabiliserede situationen og bidrog til at der kunne indgåes en våbenhvile. Fredsbevarende styrker fra FN trak sig tilbage i slutningen af 2005.

## Geografi
Uddybende artikel: Sierra Leones geografi
- Vigtigste floder: Sewa, Mongo, Moa
- Højeste bjerg: Loma Manso (Bintimani) 1.948 m
- Laveste punkt: Atlanterhavet (0 m)
- Terræn: Mangrovesump ved kysten, skovbeklædte bakker, bjerge mod øst
- Klima: Tropisk, varmt og fugtigt, regntid maj til december, tørtid december til april
- Naturlige ressourcer: Diamanter, titanium, jern, bauxit, guld og chromit

## Demografi
Uddybende artikel: Sierra Leones demografi
- Befolkningsgrupper: 20 afrikanske stammer udgør tilsammen 90 % (mende 30 %, temne 30 %, andre 30 %), kreoler (efterkommere af jamaicanske slaver) 10 %, flygtninge fra Liberias borgerkrig. Desuden et lille antal europæere, libanesere, pakistanere og indere.
- Sprog: Engelsk (officielt), krio (kreolsk) er modersmål for ca. 10 % (men forstås af 95 %), mende (er modersmål i syd), temne (er modersmål i nord)
- Indbyggertal: 7.557.212 (2017)
- Religion: Islam 60 %, lokal religion 30 %, kristne 10 %
- Aldersfordeling: 0- 14 år: 45 %. 15 – 64 år: 52 %. 65 år og opefter : 3 %
- Forventet levealder: Mænd: 40 år, kvinder: 45 år (anslået 2003)
- Spædbørnsdødelighed pr. 1.000 levendefødte: 147 (1998)
- Befolkningstilvækst: 2,9 % (anslået 2003)
- Procent under fattigdomsgrænsen: 68 % (anslået 1989)
- Procent der bor i byområder: 38 % (2002)
- Analfabetisme: Total: 69 % – mænd: 55 %, kvinder: 82 %
- Adgang til rent drikkevand: 57 % af befolkningen
- Adgang til internet pr. 10.000 indbyggere: 7 (2002)

## Økonomi
- Erhvervenes andel af BNP: Ingen tilgængelige data
- Eksport: Rutil, diamanter, kakao, kaffe, fisk